# Taisnières-sur-Hon
Taisnières-sur-Hon ist eine französische Gemeinde im Département Nord in der Region Hauts-de-France. Sie gehört zum Kanton Aulnoye-Aymeries im Arrondissement Avesnes-sur-Helpe. Die Bewohner nennen sich Taisniérois oder Taisniéroises.

## Geographie
Die Gemeinde Taisnières-sur-Hon liegt an der Grenze zu Belgien im Regionalen Naturpark Abvesnois am Fluss Hogneau, neun Kilometer nordwestlich von Maubeuge. Sie grenzt im Nordosten an Quévy (Belgien), im Südosten an La Longueville, im Südwesten an Bavay und Houdain-lez-Bavay und im Nordwesten an Hon-Hergies. Durch den Südosten des Gemeindegebietes führt eine Chaussée Brunehaut; im Südosten befindet sich eine Erdgas-Verdichterstation.

## Geschichte
Im Nordosten des Gemeindegebietes fand am 11. September 1809 die Schlacht bei Malplaquet als Teil des Spanischen Erbfolgekrieges statt.

## Bevölkerungsentwicklung
| Jahr                       | 1962 | 1968 | 1975 | 1982 | 1990 | 1999 | 2009 | 2021 |
| Einwohner                  | 1012 | 917  | 856  | 860  | 957  | 912  | 913  | 962  |
| Quellen: Cassini und INSEE |      |      |      |      |      |      |      |      |

## Sehenswürdigkeiten
- Kirche Notre-Dame de la Visitation, Monument historique
- Kirche Saint-Martin im Ortsteil Malplaquet

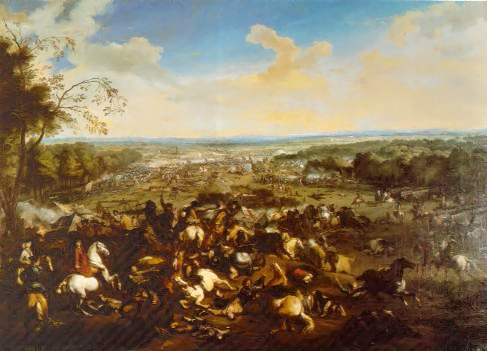
Schlacht von Malplaquet, Schauplatz der Schlacht bei Malplaquet in Taisnières-sur-Hon, zeichnerische Darstellung
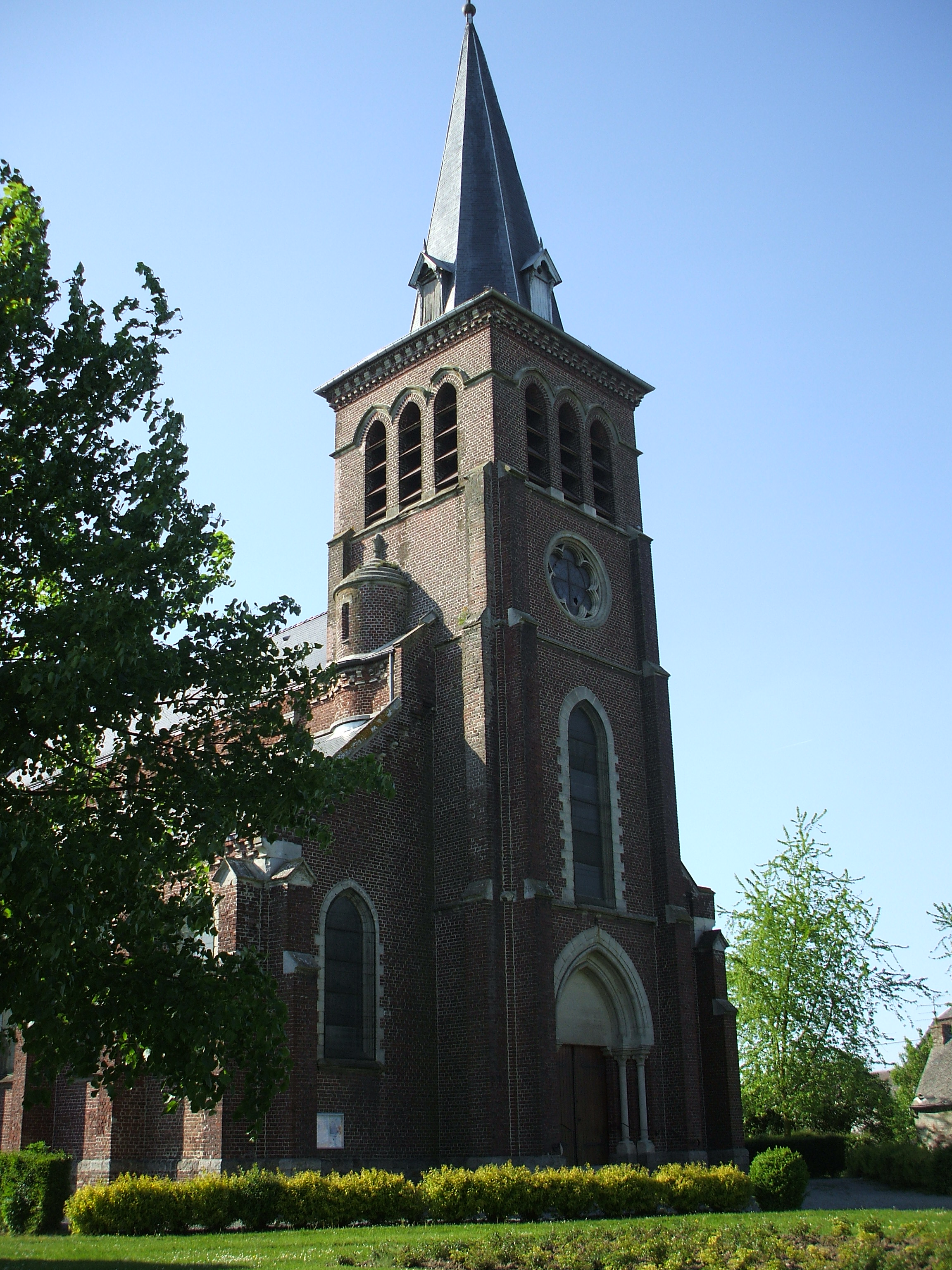
Kirche Notre-Dame de la Visitation
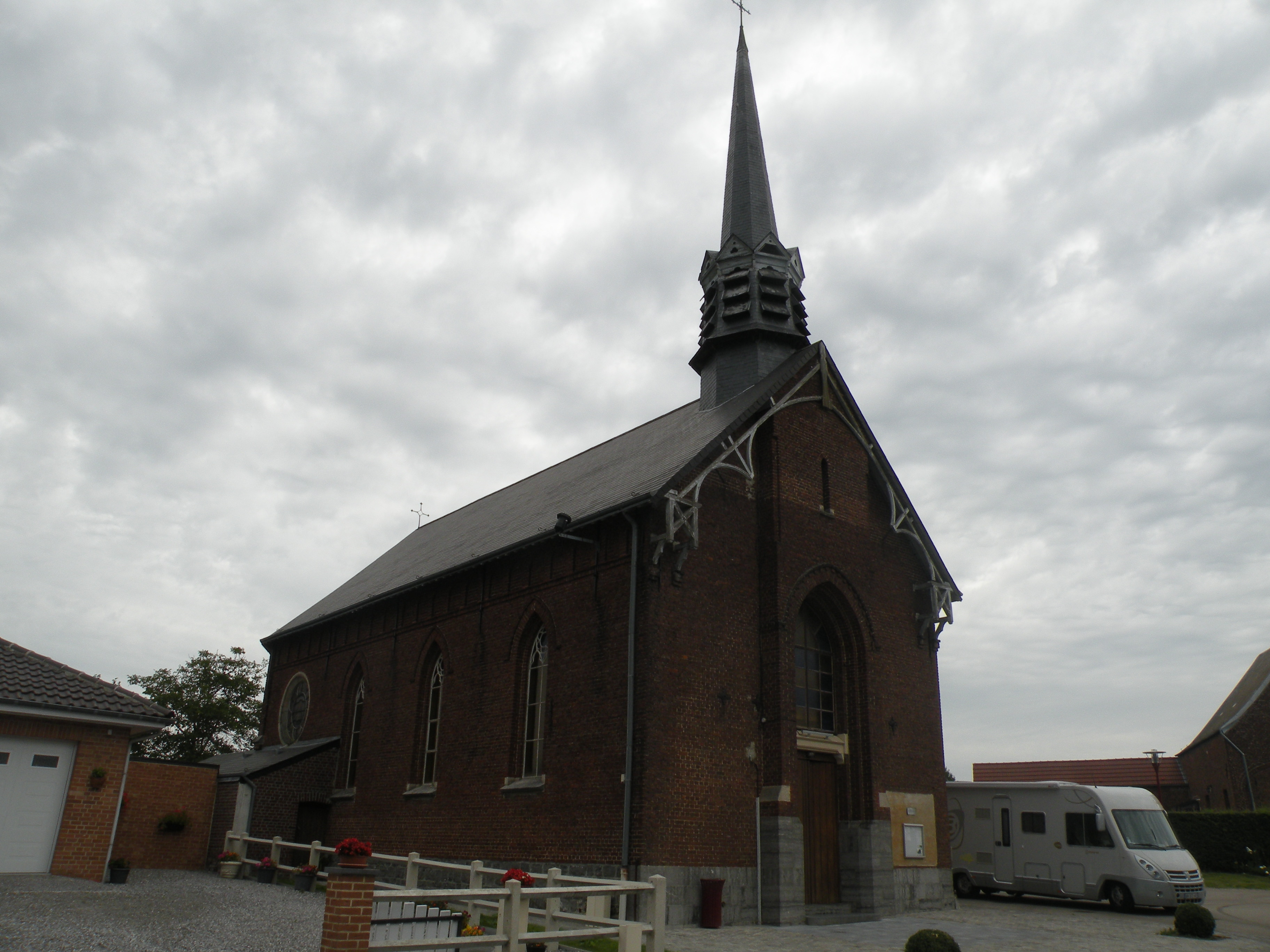
Kirche Saint-Martin
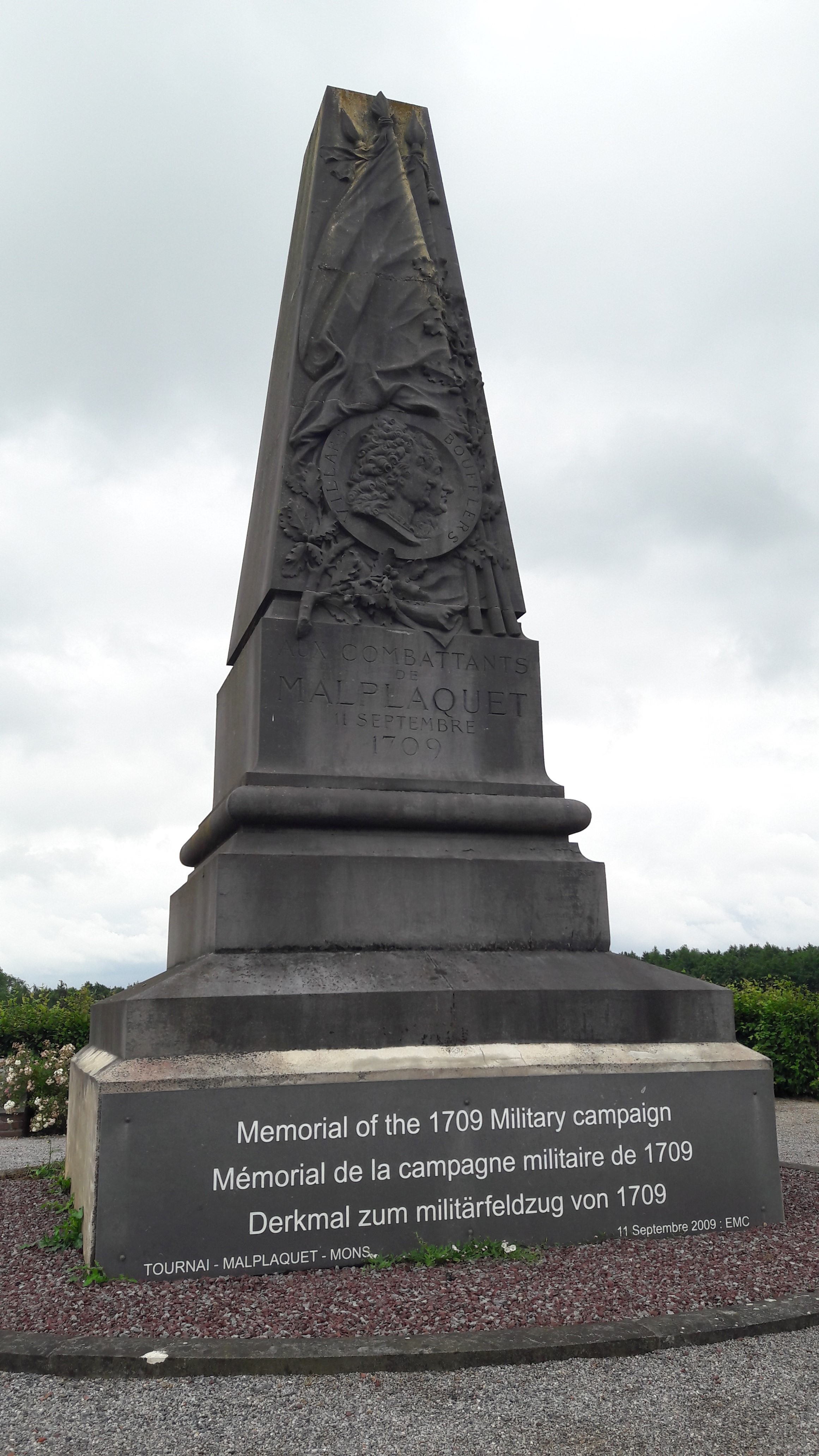
Gefallenendenkmal der Schlacht bei Malplaquet